# Playgirlz
Playgirlz é o álbum japonês de estreia do girl group sul-coreano After School, lançado em 14 de março de 2012 no Japão através da Avex Trax. O álbum foi lançado em três versões, uma edição limitada com CD & DVD, uma edição com CD & DVD e uma edição regular com CD. Foi precedido pelos singles "Bang!", "Diva" e duplo A-side "Rambling Girls/Because of You".

## Edições
O álbum foi lançado em três edições diferentes: Edição Limitada com CD & DVD, Edição com CD & DVD e a Edição Regular apenas com CD.
A Edição Limitada CD & DVD contém o álbum em CD, e um DVD contendo a apresentação "Japan Premium Party -Bang! Bang! Bang!- Live at AKASAKA BLITZ", junto com jogo de cartas e 1 figurinha selecionada aleatoriamente de 9 estilos diferentes.
A Edição CD & DVD contém o álbum em CD e um DVD contendo os cinco videoclipes originais em japonês, e três videoclipes da versão de dança em japonês de "Bang!", "Diva" e "Rambling Girls". Tudo isso vem em uma caixa de papelão, mais uma vez, incluindo 1 figurinha de nove estilos diferentes, juntamente com outras figurinhas. O DVD também inclui conteúdo bônus contendo com o videoclipe original em coreano de "Shanghai Romance", e diversas cenas especiais do After School.
A Edição Regular com CD de Playgirlz contém somente o álbum em CD, juntamente com uma versão japonesa de "Shanghai Romance" do Orange Caramel como faixa bônus.

## Lista de faixas
| CD             |                                                     |                      |                                                               |         |  |
| N.º            | Título                                              | Letras               | Música                                                        | Duração |  |
| 1.             | "Rip off"                                           | H.U.B.               | Joleen Belle, William "Bleu" McAuley, Windy Wagner            | 2:58    |  |
| 2.             | "Rambling Girls"                                    | Harumi               | Ano Bhagavan, Peter Wennerberg, Mathias Venge, Gary Jangfeldt | 3:29    |  |
| 3.             | "BROKEN HEART" (feat. Jung-A, Raina, Nana, E-Young) | Kaji Katsura         | Michelle Lewis, Khris Lorenz                                  | 3:21    |  |
| 4.             | "Diva" (Versão em japonês)                          | Mizue                | Brave Brothers                                                | 3:21    |  |
| 5.             | "Just in time"                                      | Hanai                | Yusuke Itagaki                                                | 3:30    |  |
| 6.             | "Shampoo" (Versão em japonês)                       | Maika Sato, Kaoru    | Daishi Dance                                                  | 4:38    |  |
| 7.             | "Because of You" (Versão em japonês)                | Mutsumi, Kana Yabuki | Brave Brothers                                                | 4:09    |  |
| 8.             | "Gimme Love"                                        | Harumi               | Fraktal, Masamichi Kono                                       | 3:42    |  |
| 9.             | "Miss Futuristic" (feat. Kahi, Juyeon, U-ie, Lizzy) | Shoko Fujibayashi    | Nao Tanaka                                                    | 3:11    |  |
| 10.            | "Bang!" (Versão em japonês)                         | H.U.B., Bekah        | Kim Tae Hyun                                                  | 3:22    |  |
| 11.            | "Tell me"                                           | Kanata Okajima       | Yusuke Itagaki                                                | 4:09    |  |
| Duração total: | Duração total:                                      | Duração total:       | Duração total:                                                | 39:46   |  |

| DVD (Versão A): Japan Premium Party -Bang! Bang! Bang!- Live at AKASAKA BLITZ |                                      |         |  |
| N.º                                                                           | Título                               | Duração |  |
| 1.                                                                            | "OPENING"                            | 2:27    |  |
| 2.                                                                            | "Shampoo" (Versão em coreano)        | 4:22    |  |
| 3.                                                                            | "Because of You" (Versão em coreano) | 4:00    |  |
| 4.                                                                            | "Lady"                               | 3:34    |  |
| 5.                                                                            | "Talk Corner"                        | 21:59   |  |
| 6.                                                                            | "AH"                                 | 3:07    |  |
| 7.                                                                            | "Diva" (Versão em coreano)           | 3:18    |  |
| 8.                                                                            | "Someone is You"                     | 4:07    |  |
| 9.                                                                            | "Let's Do It!" (Versão em japonês)   | 1:28    |  |
| 10.                                                                           | "Bang!" (Versão em japonês)          | 3:23    |  |

| DVD (Versão B) |                                               |         |  |
| N.º            | Título                                        | Duração |  |
| 1.             | "Let's Do It" (Versão original em japonês)    | 1:33    |  |
| 2.             | "Bang!" (Versão original em japonês)          | 3:30    |  |
| 3.             | "Tap Slap" (Versão original em japonês)       | 1:50    |  |
| 4.             | "Diva" (Versão original em japonês)           | 3:32    |  |
| 5.             | "Rambling Girls" (Versão original em japonês) | 3:41    |  |
| 6.             | "Bang!" (Versão de dança em japonês)          | 3:24    |  |
| 7.             | "Diva" (Versão de dança em japonês)           | 3:22    |  |
| 8.             | "Rambling Girls" (Versão de dança em japonês) | 3:32    |  |
| 9.             | "Shanghai Romance" (Versão em coreano)        | 3:50    |  |
| 10.            | "Gravação especial do AFTERSCHOOL"            | 2:06    |  |

| Faixa bônus (Versão C) |                                        |         |  |
| N.º                    | Título                                 | Duração |  |
| 12.                    | "Shanghai Romance" (Versão em japonês) | 3:47    |  |

## Desempenho nas paradas

### Oricon
| Lançamento          | Parada da Oricon    | Melhor posição | Vendas de estreia                | Vendas totais | Período na parada |
| ------------------- | ------------------- | -------------- | -------------------------------- | ------------- | ----------------- |
| 14 de março de 2012 | Daily Album Chart   | 6              | 16.286 (Weekly) 22.737 (Monthly) | 28.489+       | 14 semanas        |
| 14 de março de 2012 | Weekly Album Chart  | 8              | 16.286 (Weekly) 22.737 (Monthly) | 28.489+       | 14 semanas        |
| 14 de março de 2012 | Monthly Album Chart | 28             | 16.286 (Weekly) 22.737 (Monthly) | 28.489+       | 14 semanas        |

### Outras paradas
| Parada                     | Melhor posição |
| -------------------------- | -------------- |
| Billboard Japan Top Albums | 8              |

## Histórico de lançamento
| País      | Data                | Formato                                    | Gravadora |
| --------- | ------------------- | ------------------------------------------ | --------- |
| Japão     | 14 de março de 2012 | Edição Limitada CD+DVD, CD+DVD, CD somente | Avex Trax |
| Hong Kong | 8 de maio de 2012   | CD+DVD, CD somente                         | Avex Trax |
| Taiwan    | 8 de maio de 2012   | CD+DVD, CD somente                         | Avex Trax |